# Faverois
Faverois is een gemeente in het Franse departement Territoire de Belfort (regio Bourgogne-Franche-Comté) en telt 474 inwoners (2005). De plaats maakt deel uit van het arrondissement Belfort. In het Elzassisch of het Duits heette de plaats vroeger Faverach.

## Geografie
De oppervlakte van Faverois bedraagt 6,5 km², de bevolkingsdichtheid is 72,9 inwoners per km².
De onderstaande kaart toont de ligging van Faverois met de belangrijkste infrastructuur en aangrenzende gemeenten.

## Demografie
Onderstaande figuur toont het verloop van het inwonertal (bron: INSEE-tellingen).